# FC Espanya
Der FC Espanya de Barcelona, war ein spanisch-katalanischer Fußballverein aus Barcelona.
Der Verein wurde 1905 gegründet und bestand bis 1932.
In den 1910er Jahren hatte der Club seine beste Zeit und war innerhalb eines Jahrzehnts dreimal katalanischer Meister und viermal Vize-Meister. 1914 stand man im Finale um die Copa del Rey. 1923 änderte der Club seinen Namen in Gràcia FC und 1932 fusionierte der Verein mit dem CE Europa.
Gegründet von drei Studenten Graells, Rossendo und Just im September 1905, hatte der Club sein erstes Spiel gegen die zweite Mannschaft des FC Barcelona. Nach dem Hispania AC und dem Sociedad Española de Football (gegründet 1900) war der Club einer der ersten katalanischen Vereine, der den Begriff „Spanien“ in seinem Namen führte.

## Goldene Ära
Der FC Espanya debütierte in der katalanischen Meisterschaft in der Saison 1907/08.
Zu dieser Zeit dominierten der FC Barcelona und der RCD Espanyol die Liga wie Monopolisten. Der FC Espanya de Barcelona schaffte es, diese Dominanz herauszufordern. Während der Saison 1912/13 gab es ein Schisma in der Royal Spanish Football Federation und die Meisterschaft wurde in das Campionat de Catalunya und die Copa del Rey aufgeteilt. Der FC Espanya gewann die Meisterschaft und qualifizierte sich für die Copa del Rey 1913. Nachdem man Real Vigo Sporting schlug unterlag man dem späteren Gewinner Racing de Irún im Halbfinale mit 1:0. 1914 kam dann das erfolgreichste Jahr in der Clubgeschichte. Man gewann die Campionat de Catalunya und erreichte das Finale der Copa del Rey 1914, wo man mit 2:1 Athletic Bilbao unterlag. Der Coupe de Pyrenées wurde ebenfalls gewonnen. Hierbei handelte es sich um einen Wettbewerb von Teams aus Südfrankreich (Languedoc, Le Midi, Aquitanien) und Nordspanien (Katalonien und das Baskenland). 1917 gewann FC Espanya den dritten Meistertitel.

## Niedergang in den 1920ern
In den folgenden Jahren befand sich der Club im Niedergang und in den unteren Tabellenregionen der Kategorie A der katalanischen Liga. Hier kämpfte man gegen den Abstieg. 1922 war man dann Erster der zweiten Liga, aber der Aufstieg scheiterte an der Relegation gegen RCD Espanyol.

## Gràcia FC
Im Jahr 1923 änderte FC Espanya seinen Namen in Gràcia FC und nahm unter diesem Namen in der Kategorie A teil (ab 1924). 1928 stieg man aus dieser Liga ab.
Nach dem Wiederaufstieg kam es dann zu der Fusion mit dem CE Europa 1931. Der neue Club führte den Namen Catalunya FC.
Nach finanzieller Zahlungsunfähigkeit folgte dann ein Zwangsabstieg in die dritte Liga.

## Erfolge
- Copa del Rey
  - Zweiter: 1914: 1
- Campionat de Catalunya
  - Meister: 1912–13, 1913–14, 1916–17: 3
  - Zweiter: 1909–10, 1911–12, 1915–16, 1917–18: 4
- Pyrenäen-Cup
  - Sieger: 1914: 1
- Campionat de Catalunya B
  - Sieger: 1921–22: 1